# Szabad Kossuth Rádió
A Szabad Kossuth Rádió a Nagy Imre vezette kormányok hivatalos rádiója volt az 1956-os forradalom idején.
Parlamenti stúdióját 1956. október 30-án nyitották meg az Országgyűlés 107-es és 108-as szobája előtti folyosón (ahol 2006. november 4-én emléktáblákat avattak Nagy Imrének és Mindszenty József bíboros prímásnak.
1956. november 1-jén Nagy Imre innen jelentette be az ország semlegességét. November 3-án este Mindszenty József innen intézett szózatot a nemzethez (és másnap hajnalban innen menekült az amerikai nagykövetségre).

## November 4-e
- Nagy Imre nov. 4-i rádióbeszéde

Nem tudod lejátszani a fájlt?
Amikor november 4-én hajnalban a szovjet csapatok támadást indítottak, innen hangzottak el 5 óra 20 percekor Nagy Imre híres mondatai: 
Itt Nagy Imre beszél, a Magyar Népköztársaság Minisztertanácsának elnöke. Ma hajnalban a szovjet csapatok támadást indítottak fővárosunk ellen, azzal a nyilvánvaló szándékkal, hogy megdöntsék a törvényes magyar demokratikus kormányt. Csapataink harcban állnak. A kormány a helyén van. Ezt közlöm az ország népével és a világ közvéleményével.
Öt óra 56 perckor Nagy Imre az éteren keresztül kereste az előző nap a szovjetekkel tárgyalásra indult Maléter Pál honvédelmi minisztert és a magyar katonai küldöttséget. (Őket ekkorra már lefogták a szovjetek.)
Reggel 7 óra 14 perckor a következő felhívás hangzott el a rádióban orosz nyelven, Tildy Zoltán miniszterelnök-helyettes hozzájárulásával: „Figyelem! Figyelem! Fontos felhívást olvasunk fel. A magyar kormány felkéri a szovjet hadsereg tisztjeit és katonáit, hogy ne lőjenek, kerüljük el a vérontást. Az oroszok barátaink, és azok is maradnak.”
A Szabad Kossuth Rádió november 4-én  8 óra 7 perckor hallgatott el végleg, miután a parlament épületét elözönlötték a szovjet katonák.